# Play Mode
Play Mode – trzynasty album studyjny amerykańskiej piosenkarki jazzowej Randy Crawford, wydany w 2000 roku przez wytwórnię WEA pod numerem katalogowym 8573 85125-2 (Niemcy). W USA ukazał się pod tytułem Permanent nakładem wytwórni Warner Bros. Records pod numerem 989273-2.

## Spis utworów
| 1.  | "Wild Is the Wind" (Dimitri Tiomkin/Ned Washington)          | 3:21  |
|     |                                                              |       |
| 2.  | "Merry Go Round" (Multi Man)                                 | 3:43  |
|     |                                                              |       |
| 3.  | "Free the Child" (Pete Smith)                                | 4:21  |
|     |                                                              |       |
| 4.  | "Permanent" (James McMillan/Katherine Davies/Sarah Nagoumey) | 3:38  |
|     |                                                              |       |
| 5.  | "Sweetest Thing" (Pete Smith/Peter Gordeno)                  | 4:15  |
|     |                                                              |       |
| 6.  | "Fire and Rain" (Pete Smith/Peter Gordeno)                   | 4:03  |
|     |                                                              |       |
| 7.  | "When I Get Over You" (Brian Foreman/Ken Foreman)            | 5:45  |
|     |                                                              |       |
| 8.  | "Alfie" (Hal David/Burt Bacharach)                           | 3:24  |
|     |                                                              |       |
| 9.  | "When the Evening Comes" (Judy Cheeks/Simon Ellis/Steve Lee) | 4:21  |
|     |                                                              |       |
| 10. | "All I Do" (Clarence O. Paul/Morris Broadnax/Stevie Wonder)  | 4:15  |
|     |                                                              |       |
| 11. | "When Will I Be Free of Love’s Taboo" (Randy Crawford)       | 3:22  |
|     |                                                              |       |
| 12. | "Tell It to Your Heart" (Tonia K./Burt Bacharach)            | 4:10  |
|     |                                                              |       |
| 13. | "I Get a Little Burned" (Phil Thomally/Albert Hammond)       | 4:28  |
|     |                                                              |       |
|     |                                                              | 53:06 |
|     |                                                              |       |

## Pozycje na listach
| Lista 2000                    | Pozycja |
| ----------------------------- | ------- |
| Lista amerykańska Jazz Albums | 14      |
| Lista niemiecka               | 13      |
| Lista szwajcarska             | 26      |